# Birkenstock

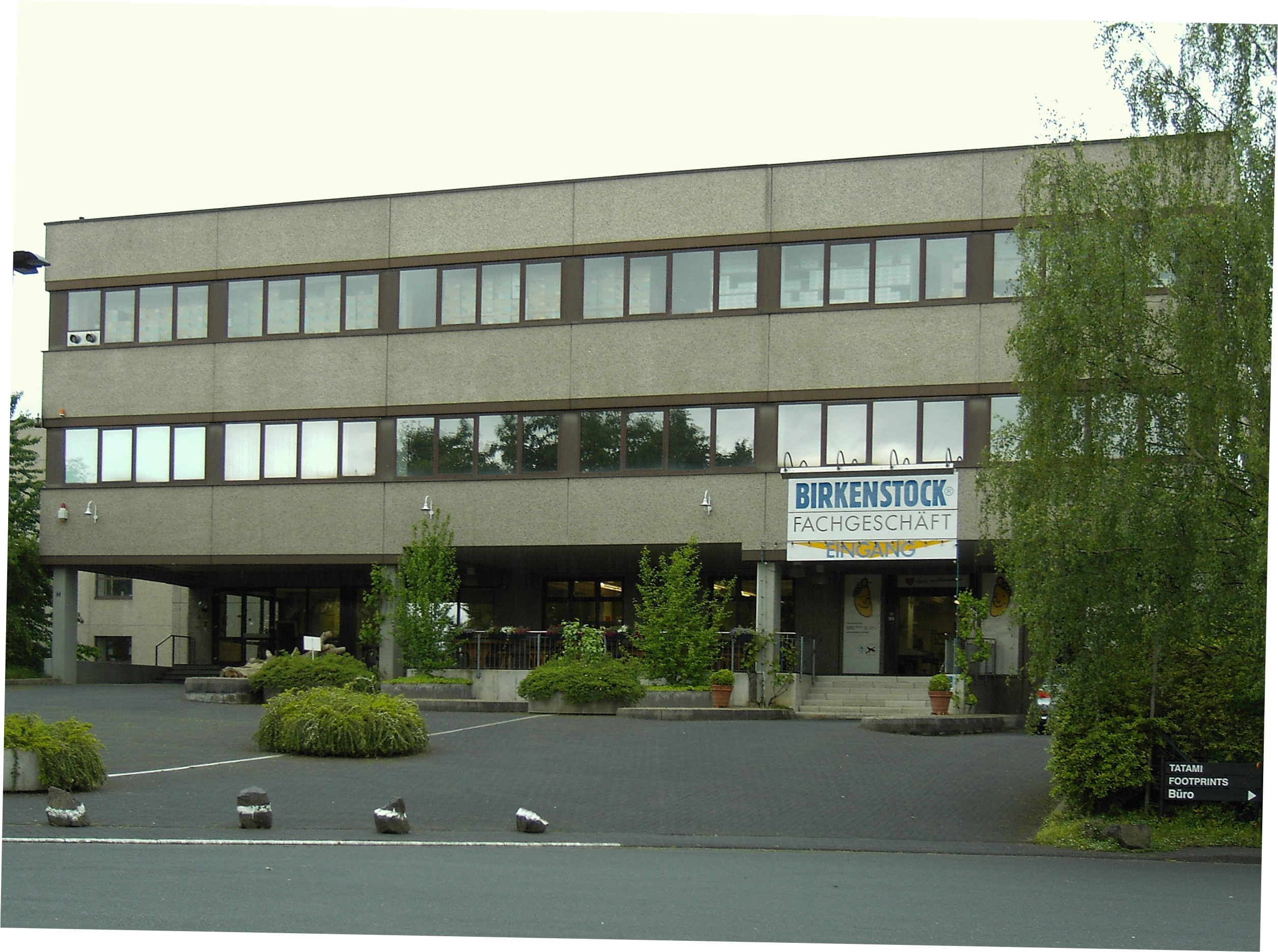
Tienda especializada de Birkenstock en Bad Honnef.

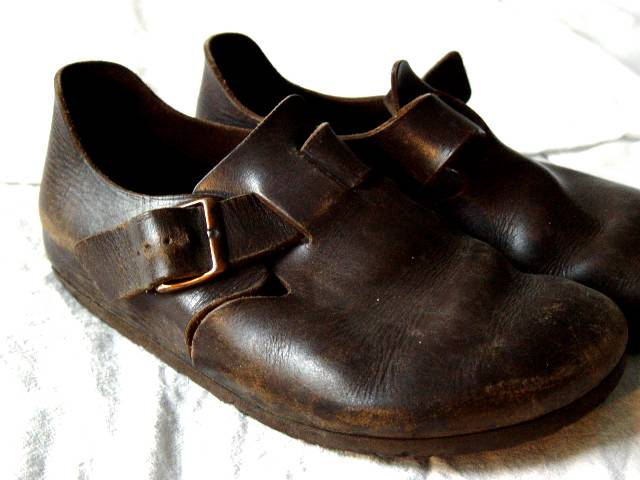
Zapatos Birkenstock

Birkenstock es un fabricante de calzado sede Vettelschoß en el Distrito de Neuwied en el norte de Renania-Palatinado. Birkenstock es una marca alemana de sandalias y chancletas. Son sandalias de cuero reconocidas por su contorneada suela hecha de corcho, que se adapta a la forma del pie de quien la usa. 
Se trata de un calzado histórico y revolucionario, gracias a una horma especial y con un arco muy pronunciado que permite que el pie esté seguro y estable. Ese ha sido el secreto de la marca Birkenstock que le ha permitido conservarse en el tiempo y a la vez amoldándose a las tendencias de cada etapa.

## Historia de Birkenstock
Calzado fabricado desde 1774, Alemania.
1774
Registro de Johann Adam Birkenstock en el archivo eclesiástico de la ciudad Langen-Bergheim en Hesse como "Zapatero y súbdito".
1896
El maestro zapatero Konrad Birkenstock, que estaba al cargo de dos zapaterías especializadas en Fráncfort, comienza la fabricación y venta de plantillas flexibles.
1899
Konrad Birkenstock desarrolla, durante aproximadamente 15 años, ponencias especializadas ante los principales maestros y gremios, para explicar su idea del calzado a medida y cerrar contratos de licencia para la fabricación de su calzado con plantilla interior. Con este fin, recorrió Alemania y Austria.
1902
La plantilla fue adoptada por muchos zapateros y en 1902 nació el primer soporte de arco flexible que fue incorporado a la fabricación de zapatos industriales de la marca. 
1925
En Friedberg, Hesse, se erigió y construyó una fábrica mayor con amplios terrenos. El gran círculo de clientes empezó a requerir una producción diaria considerable, que se llevaba a cabo en turnos de día y noche. En el programa de fabricación se encuentra la "plantilla azul".
1932
Carl Birkenstock comienza con los posteriormente famosos cursos de formación de BIRKENSTOCK. Durante estos cursos especializados de una semana, impartió formación en los años siguientes a más de 5.000 especialistas. Destacados médicos apoyaron los cursos y el “Sistema Carl Birkenstock”.".
1947
El libro especializado “Fußorthopädie – System Carl Birkenstock“ (Ortopedia del pie - Sistema Carl Birkenstock) se publicó con una tirada de 14.000 ejemplares. En sus 122 páginas y 55 ilustraciones, Carl Birkenstock comunicaba su concepción de “el andar deseado por la naturaleza” –el denominado “sistema de la pisada impresa”– y del calzado sano. En ese momento es el libro especializado más vendido de ortopedia del pie.
1963
Con la sandalia deportiva «Madrid», Karl Birkenstock lanza la primera sandalia con base rehundida flexible del mercado, estableciendo con ello los pilares del calzado cómodo actual.
En la década del ´60 diseñó las primeras sandalias fitness de la marca y muy pronto fueron adoptadas por personas del mundo entero, no solo por su diseño global sino por su comodidad, en especial en el caso de personas con problemas de columna o de pie.
1972
El libro “Buch der Fußgesundheit“ (El libro de la salud del pie) de Karl Birkenstock sale de imprenta con una tirada de 30.000 ejemplares.
1973
Desarrollo de una máquina de moldeado electromagnético capaz de crear mediante un único modelo todos los números deseados de forma continua en las proporciones adecuadas. Además, de esta manera es posible modelar anchuras según se desee, así como la zona del talón y la zona delantera del pie. Con esta evolución, BIRKENSTOCK se coloca a la cabeza a nivel mundial en su sector.
1983
El libro “Birkenstock-Fußbibel“ (La biblia del pie de Birkenstock) de Karl Birkenstock sale de imprenta con una tirada de 360.000 ejemplares.
1984
Alex Birkenstock, el segundo hijo de Karl Birkenstock, entra en la empresa.
1988
Se introducen por primera vez en la fabricación adhesivos ecológicos. De esta manera, BIRKENSTOCK establece un símbolo en favor del medio ambiente y todo un modelo mundial.
Christian Birkenstock, el hijo más joven de Karl Birkenstock, comienza a trabajar en la empresa.
1990
Stephan Birkenstock, el hijo mayor de Karl Birkenstock, entra en la empresa.
Se amplía y moderniza la producción de plantillas teniendo en consideración la protección del medio ambiente: se reduce el gasto energético en más del 90 %.
1991
En los años siguientes se crean diferentes marcas licenciables para ofrecer grupos de productos complementarios y adicionales.
2007
Los propietarios de BIRKENSTOCK Orthopädie GmbH Co. KG toman el control de la que fue durante largos años su distribuidor asociado, Birkenstock Distribution USA, Inc.(BDUSA).).
2009
En la primavera de 2009 entran en funcionamiento las nuevas instalaciones ampliadas para la producción de plantillas en Görtzlich.
2013
El año 2013 está marcado por uno de los mayores hitos en la historia de la casa: BIRKENSTOCK se convierte de inmediato en un grupo empresarial. Con su larga tradición tras de sí, BIRKENSTOCK llevó a cabo la transformación por la que, de ser una estructura informal en la que participaban 38 empresas distintas, se convirtió en un grupo empresarial con tres áreas de negocio (fabricación, distribución, servicio al cliente). La dirección del Grupo queda en manos de un equipo directivo que, por primera vez, no procede del ámbito familiar: así, Oliver Reichert y Markus Bensberg se ocupan de dirigir en común las operaciones del Grupo BIRKENSTOCK Group, un fenómeno nunca antes visto en la trayectoria de una empresa que pronto cumplirá 240 años.
2014
BIRKENSTOCK pone en marcha contratos de licencia. Mediante cooperaciones bajo licencia, el fabricante de calzado confortable pretende conquistar nuevos campos de negocio estratégicos, mercados y grupos de destino. En la ampliación de la gama, la atención va a estar centrada en cuatro mundos temáticos que encajan a la perfección con la esencia de la marca BIRKENSTOCK: salud al dormir y en el hogar, salud en el mundo del trabajo, salud en los pies y al caminar y enfoque saludable de la vida.
Producen, entre otros muchos,  el modelo "Arizona", en dos correas y el zueco "Boston".
2017
En el año 2017, Birkenstock tiene presencia en más de 90 países y cuenta con más de 3.000 trabajadores en la planta de Alemania. Alberga más de 800 modelos y su objetivo sigue siendo firme: "Queremos que todas las personas del mundo entero tengan acceso a una plantilla saludable, cómoda y accesible."